# 永興里 (高雄市)
永興里位於臺灣高雄市內門區，設立於1945年，當時稱「永興村」，後來因2010年行政區改制而更名為里。該里北邊大致以溝坪溪與溝坪里相鄰，東邊則是杉林區的杉林里，西邊與南邊則跟永吉里接壤。

## 聚落
- 頂住仔
- 土崩崁（頭崩崁）
- 藤坑口
- 藤坑內
- 埤後
- 相瞧崎
- 菁子園

## 宗教信仰
- 坑口龍鳳宮
- 坑口竹山寺
- 坑口紫興宮
- 頂庄玉旨漳州壇
- 頂庄啟源道院
- 五智山光明王寺
- 永興基督長老教會

## 農特產
該里以鳳梨、泰國芭樂、荔枝、龍眼及龍眼花蜜等為農特產。